# Chris Laidlaw
Christopher Robert Laidlaw (Dunedin, 16 de noviembre de 1943) es un licenciado en relaciones Internacionales, diplomático y ex–jugador neozelandés de rugby que se desempeñaba como medio scrum. Fue internacional con los All Blacks de 1964 a 1970.

## Biografía
Se recibió de licenciado en relaciones internacionales por la Universidad de Otago y realizó una maestría en la Universidad de Lyon donde jugó en el Lyon Olympique. Al finalizar sus estudios se retiró del rugby para emprender su carrera política, iniciando como funcionario del Ministerio de Asuntos Exteriores de su país, fue Secretario de la Mancomunidad de Naciones, Alto Comisionado de su país en Zimbabue y Presidente de la Región de Wellington.
La nobleza que demostró en el rugby, también la demuestra fuera del campo: es un impulsor de la República de Nueva Zelanda, apoyó la elección de una nueva bandera y en el pasado fue activista contra el apartheid.

## Selección nacional
Descrito como una promesa por su pase perfecto y patada precisa, fue seleccionado a los All Blacks por primera vez con solo 19 años, en junio de 1964 y debutó ante Les Bleus.
La fotografía del tackle alto que recibió de Frik du Preez es considerada emblemática en la historia del rugby. Integró el plantel que enfrentó victoriosamente a los British and Irish Lions, siendo titular indiscutido en los cuatro partidos de la visita europea.
En total jugó 20 partidos (todos como titular) y marcó 12 puntos, productos de tres tries (un try valió 4 puntos hasta 1992).

## Palmarés
- Campeón de la Copa Bledisloe de 1964 y 1968.